# 劉鎮華

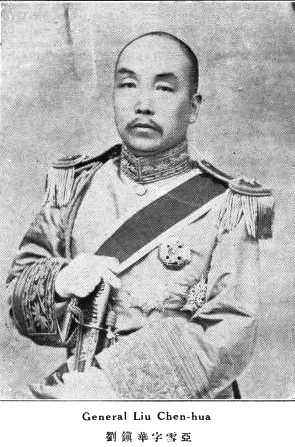
刘镇华

劉鎮華（1883年—1955年11月18日），字雪亞，出生於河南省巩縣，早年为镇嵩军的统领，后为國民革命軍上將。屬政學系。

## 生平

### 鎮嵩軍統領
劉鎮華是清朝末年的附生，後入直隷省保定府的直隶法政専門学堂的監獄科学习。毕业後，他任河南法政専門学堂的庶務長。
1911年辛亥革命之際，他以河南省提学的身分在豫西（河南省西部來）一带奔走，参加反清活動，结交江湖遊侠。革命派的陝西軍政府成立后，他带领民军参加了该軍政府的張鈁軍。此后，他先被任命为大都督府書記官，后来升任参議，负责对外交涉事務。
1912年中華民国政府成立後，陝西軍政府裁军，張鈁所部大部分也被裁撤，張鈁遂安排将劉鎮華所率部队改为地方军队，分驻豫西22县。经張鈁推薦，劉被袁世凱任命为豫西監察使（後改道尹）兼鎮嵩軍統領。鎮嵩軍是因为根据地离嵩山近而得名。此后劉在豫西割据，逐渐确立了自己的势力。
1913年3月，白朗軍在豫西起事。劉因为剿辦不力，被袁世凱撤職，戴罪立功。後来，白朗軍从陝、甘回師，在豫、陝交界处富水關、太平溝一帶同劉鎮華部作戰。白朗在魯山戰死后，劉鎮華派人掘墓挖出尸体，函首献给袁世凱，劉鎮華因此而恢復原職。1913年（民国二年）二次革命中，劉鎮華支持袁世凱，并将黄興派往豫、陝聯絡劉鎮華與張鈁、張鳳翽等民黨人士的楊體銳殺死，将其携带的黄興致張鈁、張鳳翽的信件献给了袁世凱。1916年（民国五年）6月袁死去後，劉加入皖系。
1917年12月，郭坚自称陝西靖国軍西路司令，攻击陕西督军陳树藩，不久胡景翼、曹世英亦加入围攻陳树藩。1918年（民国七年）2月，陳树藩急向河南督军赵倜求救，刘镇华奉命入援陕西。3月，陳树藩以陕西省長一职让与刘镇华。

### 陝西省的统治者
1920年（民国九年）7月直皖战争爆发，皖系敗北，以皖系为後盾的陳樹藩的地位动摇。此后，直系的第20師師長閻相文赴任陝西督軍。劉鎮華协助閻相文扫平了陳樹藩，其陝西省長的地位得以維持。不久，閻相文自殺，第11混成旅旅长馮玉祥继任陕西督軍。劉鎮華接近馮并取得了冯的信任，结拜为義兄弟（「換帖兄弟」）。1922年（民国十一年）4月第一次直奉战争中，馮率军出击河南督军赵倜，陝西督軍的地位委讓给劉鎮華。
1924年（民国十三年）9月第二次直奉战争，劉鎮華随直系同奉系作战，手下的憨玉琨在河南方面出撃。1924年10月馮玉祥发动北京政变（首都革命），直系政府倒台，段祺瑞被推为执政。面对这一新局面，劉鎮華的姿勢和立場开始摇摆。起初劉接受了吴佩孚所率的直系传达的进攻国民軍的命令。其手下大将憨玉琨则投向国民軍方面，攻破洛陽赶走了占据此地的吴佩孚。劉遂顺应形势转而支持国民軍。1924年12月，获得河南督軍职位的国民軍副司令兼第2軍軍長胡景翼同憨玉琨在河南省爆发地盤争夺（「胡憨之战」）。起初，馮玉祥派国民軍副司令兼第3軍軍長孫岳在双方之间调停。后来，劉鎮華和憨玉琨的野心增加，1925年（民国十四年）2月25日劉鎮華亲自率军赴洛陽，攻击胡的軍队。此后，3月6日交涉破裂，全面对决开始。胡景翼一方率领国民军精锐部队，占据優勢。3月9日，劉鎮華被从洛陽驅逐。4月2日憨玉琨兵败自杀。胡憨之战以胡的完勝而告終（4月10日胡突然去世）。劉逃离陕西，投向山西省的閻錫山。

### 从北京政府到国民政府
同年秋，劉鎮華经閻錫山的介绍，复归張作霖、吴佩孚的联盟。劉鎮華以吳佩孚所封的“討贼聯軍陝甘軍總司令”名義，率鎮嵩軍进攻胡景翼的後繼者岳維峻，并获胜。此后，他以压倒性兵力对楊虎城、李虎臣、衛定一等据守的西安围城战，但未能攻破。1926年（民国十五年）9月，五原誓師后，馮玉祥率国民軍主力进行反击。劉被陝西的国民軍和从綏遠出擊的国民軍主力夹击而大败。此後，劉鎮華见直系与奉系败意浓厚，便投降了馮玉祥。劉的軍队被改编为国民革命軍第8方面軍，参加北伐。
北伐结束後，劉任閻錫山指挥下的第11路軍总指揮，因馮玉祥、閻錫山同蒋介石发生对立，劉为避免被卷入纷争，將第11路軍总指揮的指揮權交給其五弟劉茂恩，自己则到日本、德国游历。劉鎮華游历期间，劉茂恩在中原大戰中投向蒋介石。此后，劉鎮華于1930年（民国19年）归国，转而支持蒋介石。劉鎮華被蒋介石任命为豫陝晋边区綏靖督办，驻河南新乡，以防备阎锡山。1932年（民国二十一年）劉鎮華任豫鄂陝边区綏靖督办，驻南陽。1933年（民国22年）5月，经南昌行营秘书长杨永泰推荐，他任安徽省政府主席，兼任豫鄂皖边区剿匪总司令。1936年（民国二十五年）10月，杨永泰在武漢遇刺身亡，劉鎮華于同月精神失常。此後他卸任了軍事及政治方面的各种职务，1937年5月他被免去省主席职务。
1949年（民国三十八年），他随其家族迁居台湾。1955年11月18日，劉鎮華在台北去世。享年73岁。